# Totempaal (Alphons Freijmuth)
Totempaal of Totem is de gangbare aanduiding van een kunstwerk zonder titel in Amsterdam-Centrum.
De totempaal is een werk van kunstenaar Alphons Freijmuth die het beeld ontwierp voor het Drachter agentschap van De Nederlandsche Bank. In 1991 verhuisde het in verband met sluiting van dat filiaal naar de vestiging in Hoogeveen. In 2014 stond het op de Keukenhof in Lisse en daarna ging het naar Amsterdam. Het staat daar in een groenstrook voor het gebouw van De Nederlandsche Bank aan het Frederiksplein. De totempaal is van donkerkleurig brons.
Freijmuth maakte later nog een beeld zonder titel dat wordt aangeduid met Totem dan wel Totempaal. Het staat in de beeldentuin van Kasteel Het Nijenhuis, een locatie van Museum De Fundatie bij Heino. Dat kunstwerk is van kleurig keramiek.